# Terminal Pont Aeri
La Terminal Pont Aeri és la terminal exclusiva de l'aerolínia colombiana Avianca per als seus vols nacionals. És considerada una de les més importants i modernes terminals aèries del país i de la zona andina. Està situada a la rodalia de l'Aeroport Internacional El Dorado. També es va pensar i es va fer una sol·licitud a l'aerolínia Avianca perquè d'aquest també sortissin els seus vols internacionals (com es va fer inicialment en el cas de Miami i Nova York en la seva inauguració), encara que amb la remodelació que sofrirà l'Aeroport Internacional El Dorado, es va decidir reservar-la especialment per a vols nacionals. Aquesta terminal, usa tot el sistema de l'Aeroport Internacional El Dorado (Pistes, Control de Tràfic Aeri, etc.), per la qual cosa tots dos terminals aeris tenen un funcionament annexo.

## Història

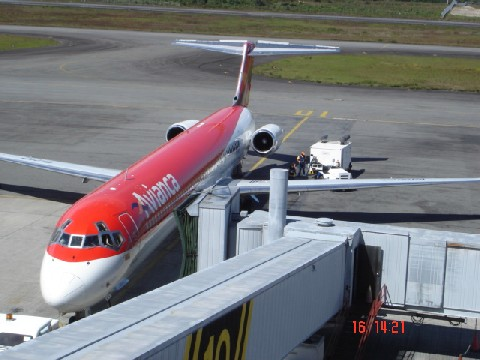
McDonnell Douglas md-83 d'Avianca.

En 1981, Avianca va emprendre la construcció del denominat Terminal Pont Aeri, inaugurat pel President Julio César Turbay Ayala, com a Aeroport annexo a l'Aeroport Internacional El Dorado, per canalitzar els vols des de Bogotà a Cali, Medellín, Miami i Nova York.
Entre 2005 i 2006, aquesta terminal aèria va ser remodelada, entre els canvis estan les noves Avianca VIP Lounges-Sales VIP, les noves Sales d'Abordatge, Sales d'Entrada i Sortida de passatgers. Tot això amb l'objectiu de mostrar la nova imatge de Avianca quant al servei i modernització de les seves aeronaus i servei en terra. Assumint tots els vols nacionals de Avianca.
Al febrer de l'any 2008 s'obre una tenda souvenir amb el nom d'Avianca Store, de l'aerolínia, en la qual es venen diferents productes entre ells: Avions a escala, gorres, ombrel·les, entre altres productes, amb el logotip de la companyia.
Segons els plans que fins a hora es coneixen sobre la reconstrucció de l'Aeroport Internacional El Dorado, el Terminal Pont Aeri, seria demolit per donar pas a una nou mega terminal de passatgers.

## Destinacions
- Avianca
  - Armènia / Aeroport Internacional El Edén
  - Barrancabermeja / Aeroport Yariguíes
  - Barranquilla / Aeroport Internacional Ernesto Cortissoz
  - Bucaramanga / Aeroport Internacional Palonegro
  - Cali / Aeroport Internacional Alfonso Bonilla Aragón
  - Cartagena / Aeroport Internacional Rafael Núñez
  - Cúcuta / Aeroport Internacional Camilo Daza
  - Ibagué / Aeroport Perales
  - Manizales / Aeroport La Nubia
  - Medellín / Aeroport Internacional José María Córdova
  - Montería / Aeroport Los Garzones
  - Neiva / Aeroport Benito Salas
  - Pasto / Aeroport Antonio Nariño
  - Pereira (Colòmbia) / Aeroport Internacional Matecaña
  - Popayán / Aeroport Guillermo León Valencia
  - Riohacha / Aeroport Almirante Padilla
  - San Andrés / Aeroport Internacional Gustavo Rojas Pinilla
  - Santa Marta / Aeroport Internacional Simón Bolívar
  - Tumaco / Aeroport La Florida (via CLO)
  - Valledupar / Aeroport Alfonso López Pumarejo